# Aurelio Garrote Pérez
Aurelio Garrote Pérez (Barakaldo, 9 de setembre de 1946) és un director de cinema basc.
Va estudiar enginyeria tècnica però el 1960 ho va deixar per dedicar-se al teatre. Del 1963 al 1974 va actuar a Festivals d'Espanya, alhora que realitzava fotografia, pintura, disseny industrial i cinema. El 1966 va dirigir el curtmetratge experimental Kalidospectro, que va participar en les Setmana de Cinema Amateur de Zestoa, i va fer una adaptació de Galileo Galilei amb Ignacio Amestoy. També va fer diverses exposicions col·lectives amb el Grup Ikutze, del que en formava part.
El 1976 va coordinar la presència basca en la Biennal de Venècia i dirigí la fotografia del biopic Txiki sobre Jon Paredes Manot. També va realitzar els curts experimentals Mamutxen Jokoa (1977) i Udazkena Busturialdean (1978) que foren exhibits al Festival Internacional de Cinema de Sant Sebastià 1978. També fou un dels organitzadors del festival alternatiu de cinema documental Bilboko Zinema Topaketak.